# Madanpur
Madanpur è una suddivisione dell'India, classificata come census town, di 12.029 abitanti, situata nel distretto di Nadia, nello stato federato del Bengala Occidentale. In base al numero di abitanti la città rientra nella classe IV (da 10.000 a 19.999 persone).

## Geografia fisica
La città è situata a 23° 1' 0 N e 88° 28' 60 E e ha un'altitudine di 8 m s.l.m..

## Società

### Evoluzione demografica
Al censimento del 2001 la popolazione di Madanpur assommava a 12.029 persone, delle quali 6.250 maschi e 5.779 femmine. I bambini di età inferiore o uguale ai sei anni assommavano a 1.040, dei quali 508 maschi e 532 femmine. Infine, coloro che erano in grado di saper almeno leggere e scrivere erano 9.723, dei quali 5.324 maschi e 4.399 femmine.